# Paula Abdul
Paula Julie Abdul (Abdul đọc phiên âm là /ˈæbduːl / hoặc /áp-đu/ theo Tiếng Việt) (sinh ngày 19 tháng 6 năm 1962) là một nữ ca sĩ, vũ công, biên đạo múa quốc tịch Mỹ.